# HSH Nordbank blue race
Das HSH Nordbank blue race war eine Regatta  über 3600 Seemeilen auf  dem Nordatlantik vom US-amerikanischen Newport (Rhode Island) nach Cuxhaven.

## Geschichte
Das HSH Nordbank blue race 2007 war die Wiederholung der im Jahr 2003 vom Norddeutschen Regattaverein (NRV) initiierten Transatlantik-Regatta unter dem Namen DaimlerChrysler North Atlantic Challenge (DCNAC). Der NRV und der New York Yacht Club (NYYC) veranstalteten gemeinsam diese Regatta.
Die Regattastrecke entsprach dem DCNAC: Start vor Newport (Fort Adams), Passieren des imaginären Wendepunktes Point Alpha im Atlantik, um südlich die Eisgrenze sicher zu umsegeln, dann weiter über den Nordatlantik und im nördlichen Bogen um Schottland herum (Wendemarke: Insel Fair Isle an Steuerbord) weiter durch die Nordsee zum Ziel Leuchtturm Alte Liebe querab auf der Elbe vor Cuxhaven. 
Am 16. Juni 2007 starteten 21 Yachten in einer ersten Gruppe. Eine Woche später, am 23. Juni 2007 starteten drei weitere Schiffe, die größten und schnellsten der Flotte, um etwa zu gleicher Zeit im Ziel anzukommen.
Den Abschluss bildete ein großes Hafenfest an der Kehrwiederspitze im Hamburger Hafen (Preisverleihung im Hamburger Rathaus).

## Regattaergebnisse
- Sieger: Rambler, 90-Fuß-Maxi-Yacht, Eigner: George David, 11 Tage, 16 Stunden, 13 Minuten, 59 Sekunden
- Zweiter trotz First Ship Home: Outsider, Eigner: Tilmar Hansen, Kiel, 14 Tage, 20 Stunden, 14 Minuten, 10 Sekunden